# David Ringger
David Ringger (Niederglatt, 5 september 1860 - Dielsdorf, 20 april 1930) was een Zwitsers notaris, bestuurder en politicus voor de Vrijzinnig-Democratische Partij en later voor de Partij van Boeren, Middenstanders en Burgers uit het kanton Zürich.

## Biografie

### Notaris
David Ringger was een zoon van Heinrich, een landbouwer, en van Anna Neeracher. Hij huwde tweemaal, eerst met Maria Luise Wolfensberger en daarna met Emma Kopp. Hij leerde het beroep van notaris in Niederglatt en vervolgens in Oberwinterthur vanaf 1883. Nadat hij rechten studeerde aan de Universiteit van Zürich werd hij in 1885 tot notaris benoemd. Van 1885 tot 1887 was hij substituut-notaris van Niederglatt, om vervolgens notaris van Dielsdorf te worden.

### Bestuurder
Van 1887 tot 1897 was Ringger voorzitter van de districtsraad van Dielsdorf, om vervolgens tot 1930 dienst te doen als prefect van het district Dielsdorf.

### Politicus
Van 1902 tot 1923 zetelde Ringger in de Kantonsraad van Zürich, aanvankelijk voor de Vrijzinnig-Democratische Partij en vervolgens vanaf 1917 voor de Partij van Boeren, Middenstanders en Burgers. Na de Zwitserse parlementsverkiezingen van 1905 zetelde hij van 4 december 1905 tot 3 december 1922 in de Nationale Raad. Hij was tevens lid van de expertencommissie die het ontwerp van het Zwitserse Strafwetboek onderzocht. 
- Base de données des élites suisses: 55801
- Gemeinsame Normdatei: 1051817897
- Historisch woordenboek van Zwitserland: 003680
- Zwitserse Bondsvergadering: 3021
- Virtual International Authority File: 308736751